# Fritz Kaufmann (Philosoph)
Fritz Leopold Kaufmann (geboren 3. Juli 1891 in Leipzig; gestorben 9. August 1958 in Zürich) war ein deutscher Philosoph.

## Leben und Tätigkeit
Kaufmann war ein Sohn des Kaufmanns Gustav Joseph Kaufmann und seiner Frau Mathilde, geb. Frankenstein.
Nach dem Schulbesuch, den er 1910 mit dem Abitur in Leipzig abschloss, studierte er von 1910 bis 1914 Philosophie in Berlin, Leipzig und Göttingen. Von 1914 bis 1918 nahm er am Ersten Weltkrieg teil. Anschließend setzte er seine Studien an der Universität Freiburg fort. Zu seinem Freundeskreis dort gehörten Edith Stein, Adolf Reinach und Hans Lipps. 1924 promovierte er mit einer von Edmund Husserl betreuten Arbeit an der Universität Freiburg. Anschließend wurde er Assistent von Husserl. 
1926 folgte Kaufmanns Habilitation, ebenfalls in Freiburg, wo er anschließend von 1926 bis 1933, nach anderen Angaben bis 1936, als Privatdozent lehrte. 1936 war Kaufmann Gastprofessor an der Hochschule für die Wissenschaft des Judentums in Berlin.
1938 emigrierte Kaufmann mit seiner Familie in die Vereinigten Staaten. Als einer der wichtigsten Vertreter der Phänomenologie, des philosophischen Systems seines Lehrers Husserl, trug er maßgeblich zur Verbreitung derselben in seiner neuen Heimat bei. 
Von den nationalsozialistischen Polizeiorganen wurde Kaufmann nach seiner Emigration als Staatsfeind eingestuft: Im Frühjahr 1940 setzte das Reichssicherheitshauptamt in Berlin – das ihn irrtümlich in Großbritannien vermutete – ihn auf die Sonderfahndungsliste G.B., ein Verzeichnis von Personen, die im Falle einer erfolgreichen Invasion und Besetzung der britischen Inseln durch die Wehrmacht von den Besatzungstruppen nachfolgenden Sonderkommandos der SS mit besonderer Priorität ausfindig gemacht und verhaftet werden sollte.
Seit 1946 lehrte Kaufmann als Associate und Visiting Professor an der Northwestern University in Evanston im US-Bundesstaat Illinois. Später wechselte er an die State University of New York in Buffalo. 1958 wurde er emeritiert. Zwischendurch verbrachte er 1954 ein Jahr als Gastdozent an der Hebrew University in Jerusalem.
1958 ließ Kaufmann sich in der Schweiz nieder. Dort arbeitete er an seinem letzten Werk, einer Phänomenologie der Kunst.
Kaufmann war Mitherausgeber der Zeitschrift Philosophy and Phenomenological Research sowie der Library of Living Philosophers.

## Familie
Kaufmann war in erster Ehe seit 1927 mit Dorothea (Alice) Lieberg verheiratet († 1953). 1954 heiratete er in zweiter Ehe Luise Frankenstein. Er hatte aus seiner ersten Ehe zwei Kinder: Die Tochter Renate und den Sohn Gustav.

## Schriften
- Das Bildwerk als ästhetisches Phänomen, 1925. (Dissertation)
- Die Philosophie des Grafen Paul Yorck von Wartenburg, 1928.
- "Die Bedeutung der künstlerischen Stimmung", in: Festschrift Edmund Husserl zum 70 Geburtstag gewidmet, Halle 1929, S. 191–223.
- "Der Mensch in Philosophie und Dichtung unserer Tage", in: Morgen, Jg. 6 (1930), S. 157–170.
- Geschichtsphilosophie der Gegenwart, 1931.
- "Kunst und Religion", in: Bruno Schindler (Hrsg.): Occident and Orient. Being Studies in Semetic Philology and Literature, Jewish History and Philosophy and Folklore in the Widest Sense. In: Honour of Haham Dr. M. Gaster's 80. Birthday - Gaster Anniversary Volume, London 1936, S. 295–305.
- "In Memoriam Edmund Husserl", in: Soc Research, Jg. 7, Nr. 1 (Februar 1940), S. 61–91.
- "Art and Phenomenology", in. Marvin Farber (Hrsg.): Philosophical Essays in Memory of Edmund Husserl, Cambridge 1940, S. 187–202.
- "The Phenomenological Approach to History", in: Phil PhenR, Jg. 2, Nr. 2 (Dezember 1941), S. 159–172.
- "Thomas Mann and Nietzsche", in: MhdtUSL, 1944
- "On Imagination", in: PhilPhenR, Jg. 7, Nr. 3 (März 1947), S. 369–375.
- "Goethe über den Beruf des Menschen und der Kunst", in: MhdtUSL, 1949. (Nachdruck in Manfred Schlösser [Hrsg.]: Auf gespaltenem Pfad. Zum 90 Geburtstag von Margarete Susman, Darmstadt 1964, S. 239–253)
- "Phenomenology of the Historical Presenr", in: Proceedings of the 10. International Congress of Philosophy Amsterd 199, S. 967–970.
- "Edith Stein, Endliches und Ewiges Sein" (Rezension, in: PhilPhenR, Bd. 12, Nr. 4, Juni 1952, S. 6572–577)
- "Ethik und Metaphysik. Betrachtungen zu Helmut Kuhns 'Begegnung mit dem Nichts' 1960 und 'Begegnung mit dem Sein' (1954), in: ZfphilF (1956) Heft 2, S. 279–286.
- "Karl Jaspers und die Philosophie der Kommunikation", in: "Karls Jaspers und die Philosophie der Kommunikation", in: Karls Jaspers, Stuttgart 1957, S. 193–284.
- Thomas Mann. The World as Will and Representation, 1957.
- "Baeck and Buber", in: ConJd Bd. XII, Winter 1958, Nr. 2, S. 9–22.
- Das Reich des Schönen. Bausteine u einer Philosophie der Kunst, 1960 (postum)
- "Martin Bubers Religionsphilosophie", in: Paul Arthur Schilpp/Marice Friedman (Hrsg.): Martin Buber, Stuttgart 1963, S. 180–207.
- "Das Verhältnis der Philosophie Cassirers zum Neukantianismus und zur Phänomenologie", in: Ernst Cassirer, 1966, S. 566–612.